# Carmela Schmitt
Carmela Schmitt (República Democrática Alemana, 16 de mayo de 1962) es una nadadora alemana retirada especializada en pruebas de estilo libre, donde consiguió ser medallista de bronce olímpica en 1980 en los 200 y 400 metros.

## Carrera deportiva
En los Juegos Olímpicos de Moscú 1980 ganó la medalla de bronce en los 200 metros libre, con un tiempo de 2:01.44 segundos, llegando a meta tras dos nadadoras también alemanas, y también el bronce en los 400 metros con un tiempo de 4:10.86 segundos, tras dos alemanas de nuevo.